# 劉益謙

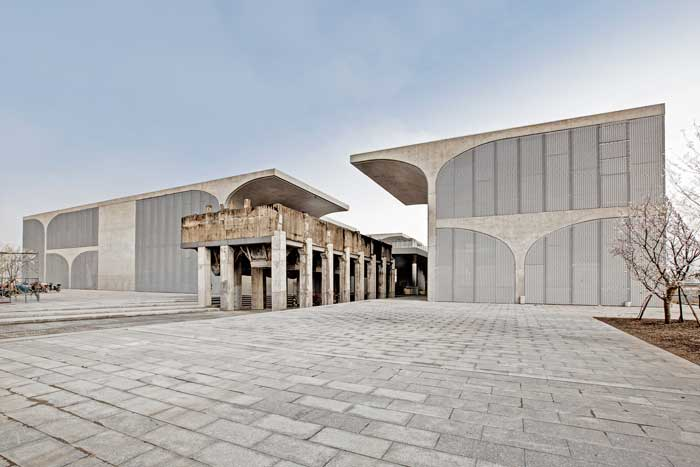
劉益謙の私設美術館「龍美術館」（上海）

劉 益謙（りゅう えきけん、リウ・イーチェン、リュウ・イーチィェン、拼音: Liú Yìqiān、簡: 刘益谦、1963年11月28日 - ）は、中華人民共和国の億万長者・投資家・アートコレクター。
モディリアーニの絵画『横たわる裸婦』など高額美術品の落札者として、妻の王薇とともに知られる。

## 経歴
1963年、上海の貧民街（下只角）に生まれる。中卒でタクシー運転手・露天商・カバン工場主等を経て、1980年代に株取引で富豪となった。いわゆる「成金」（中国語: 土豪（トゥーハオ））であることを自他ともに認めている。
1990年代半ば、妻とともにアートコレクター活動を始めた。
2012年、妻とともに私設美術館「龍美術館浦東館」を上海の浦東新区にオープンした。2014年には2館目「西岸館」を上海に、2016年には3館目「重慶館」を重慶にオープンした。
2023年時点の資産総額は推定50億ドル（7300億円）に及び、製薬・不動産・金融サービスの持株会社から巨利を得ている。

## 所有作品

### 明成化豆彩鶏文盃（チキンカップ）

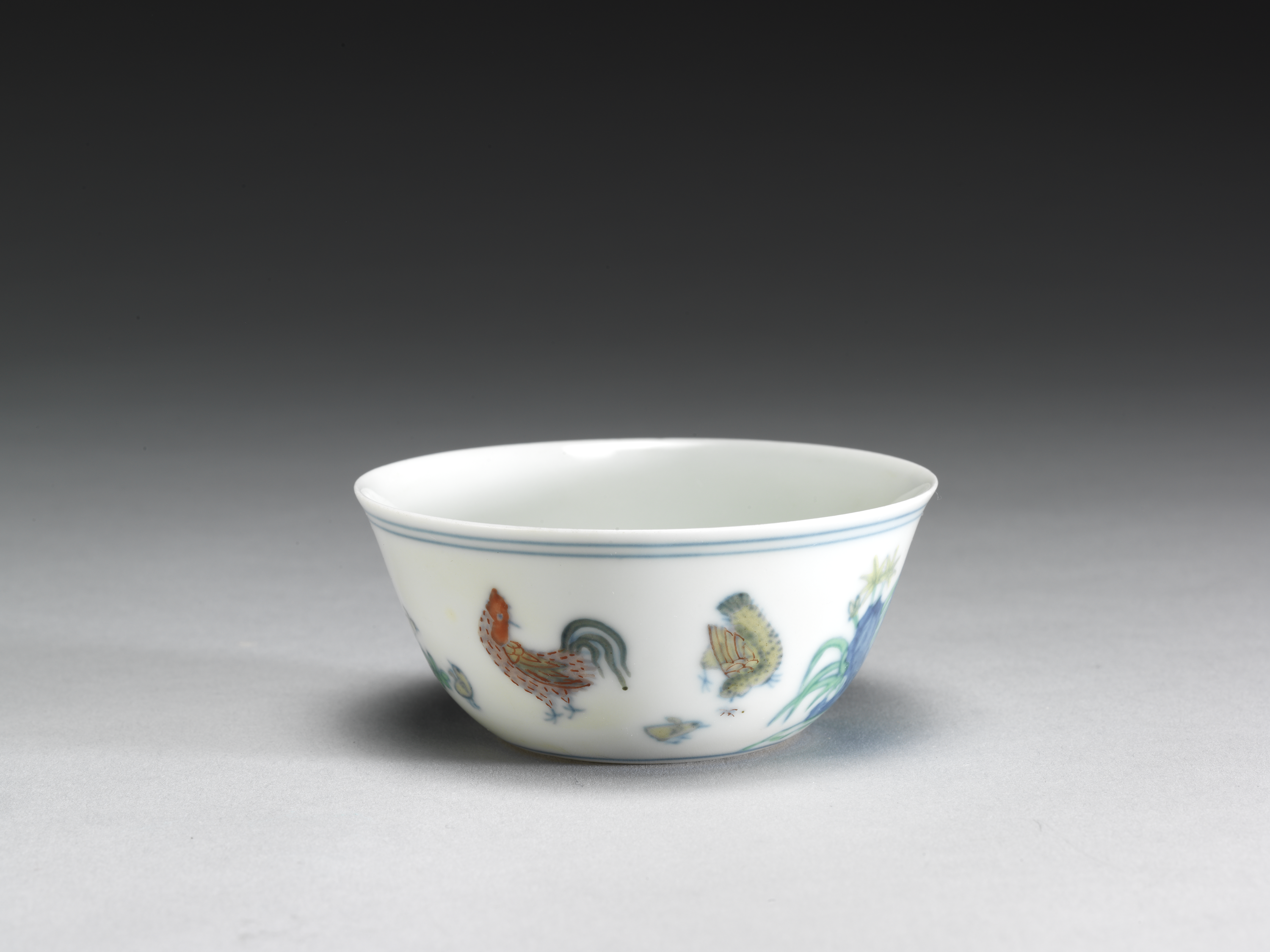
『明成化豆彩鶏文盃』通称『チキンカップ』

2014年、サザビーズのオークションで、明の皇帝が使用した磁器『明成化豆彩鶏文盃』、通称『チキンカップ』を落札した。落札額は3605万ドル（36億7200万円）で、中国の磁器としては史上最高値となった。
落札理由の一つとして、いわゆる「百年国恥」の時代に中国から国外に流出した文化財の「買い戻し」を挙げた。
落札時、アメリカン・エキスプレスのクレジットカードで分割払いし、莫大なポイント還元を得たことでも話題になった。また磁器で実際に茶を飲む写真をSNSに投稿し、物議を醸した。

### 横たわる裸婦

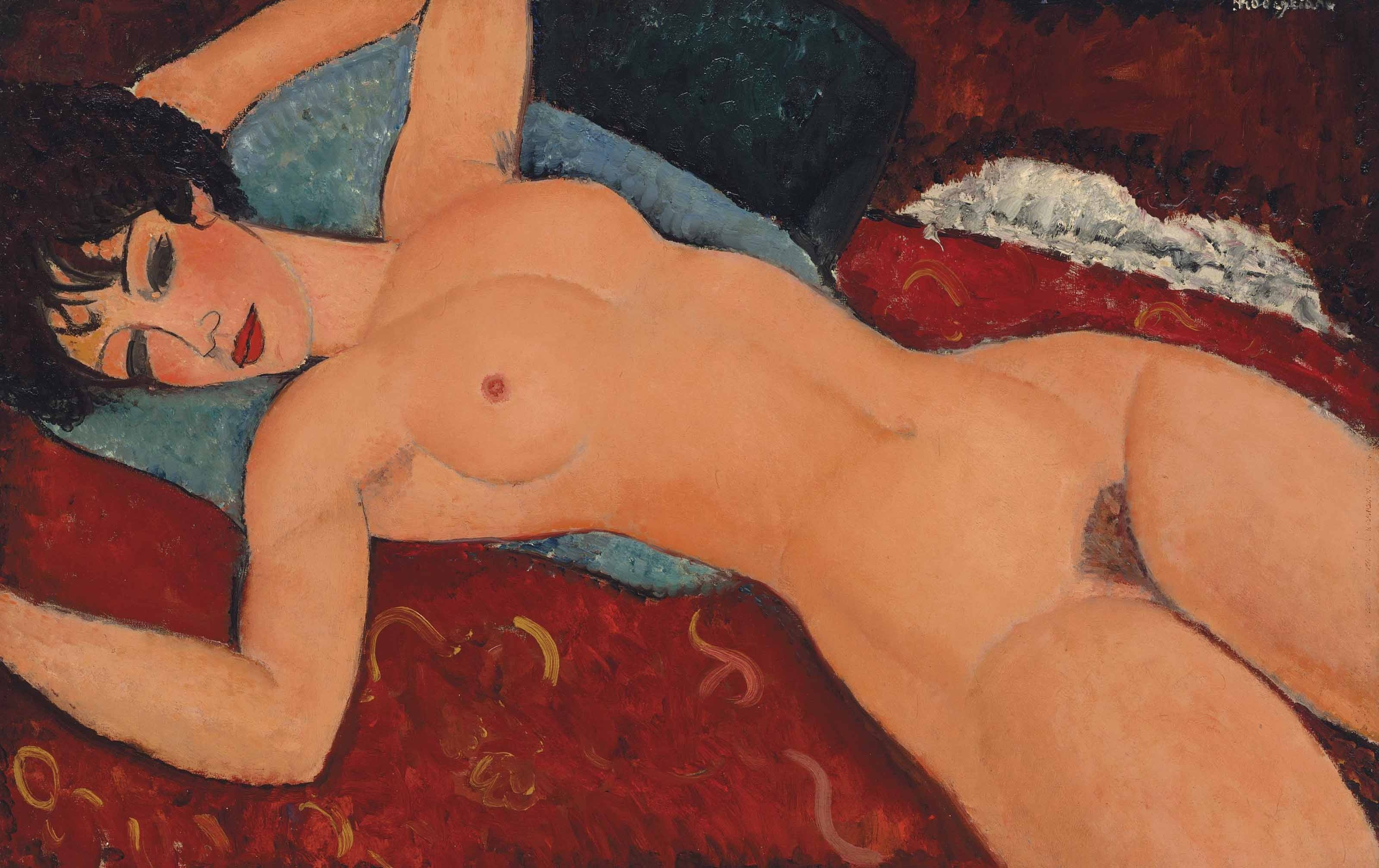
モディリアーニ作『横たわる裸婦』

2015年、クリスティーズのオークションで、モディリアーニの油彩裸婦画『横たわる裸婦』を落札した。落札額は1億7040万ドル（210億円）で、美術品オークション史上当時2番目に高い落札額となった。この落札により、劉は世界的な有名人となった。

### その他

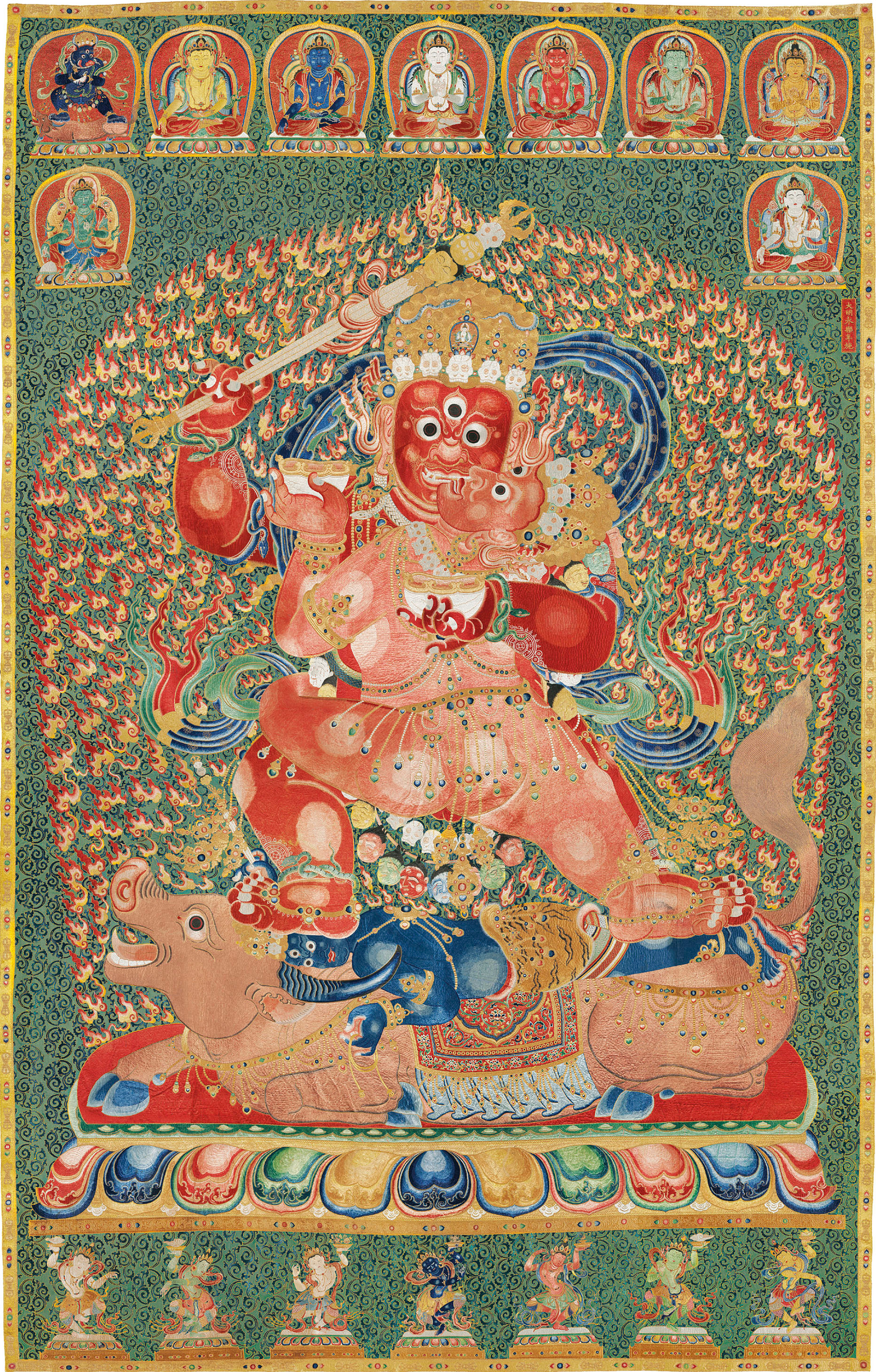
『明永楽御製紅閻摩敵刺繍唐卡』（明代のタンカ）

明代のタンカ『明永楽御製紅閻摩敵刺繍唐卡』（中国美術史上最高値の3億4840万香港ドル（52億円））、宋代の稀覯本『宋版礼記』、斉白石、ザオ・ウーキー、白髪一雄、藤田嗣治、ルネ・マグリット、デイヴィッド・ホックニー、マシュー・ウォン、ダナ・シュッツ、ニコラ・パーティー、ジョージェット・チェン、草間彌生、ジェニー・サヴィル、ケリー・ジェームズ・マーシャルなどの所有歴がある。
所有作品の大半は龍美術館で展示している。